# Marcel Deprez
Marcel Deprez (Aillant-sur-Milleron (Loiret), 12 de desembre de 1843 -Vincennes, 13 d'octubre de 1918) fou enginyer francès que destacà en la introducció d'innovacions en el camp de l'electrotènia,en un moment en què l'electricitat desplegava el seu potencial. Destacà en l'execució de proves i assaijos per a la transmissió de l'electricitat a llargues distàncies, com ho demostrà a l'Exposició Internacional d'Electrotècnica de Múnic de 1882. En aquest àmbit col·laborà amb la Societat Espanyola d'Electricitat a Barcelona el 1883.
Si bé es va matricular a l'Escola de Mines el 1864, va marxar després d'haver cursat el primer any per dedicar-se per ell mateix a la investigació. Entre 1865 i 1875 fou el secretari del director de l'Escola. Durant 10 anys, va estudiar diverses qüestions relacionades amb la combustió de la pólvora dins dels canons. Posteriorment dirigí la seva atenció cap a les aplicacions de l'electricitat, i dissenyà un galvanòmetre.

## La transmissió de l'electricitat

### La línia Miesbach–Munic
A l'Exposició Internacional d'Electrotènia de París de 1881, Marcel Deprez presentà per primera vegada una instal·lació per a la distribució d'energia elèctrica: dues dinamos amb subministrament corrent continu per un cable d' 1,8 quilòmetres 27 dispositius diversos distribuïts al Palau d'Indústria de l'Exposició entre els que hi havia màquines de cosir, torns, un trepant, una impremta, làmpades d'arc i incandescents, funcionant independentment els unes dels altres.
L'alemany Oskar von Miller, organitzador de la següent Exposició Internacional d'Electrotènia que se celebraria a Múnic, i impressionat pel que havia vist a l'exposició de París, va sol·licitat a Marcel Deprez que preparés una demostració de la transmissió de l'electricitat a llarga distància per l'esdeveniment de 1882.
La transmissió elèctrica Miesbach–Munic de 1882 fou la primera transmissió a llarga distància (57 quilòmetres) de corrent continu a alta tensió. La prova va ser un èxit, si bé l'assoliment d'una eficiència en el transport de només el 25% també demostrà els límits d'un sistema de corrent continu.

### Visita a Barcelona
A mitjans de 1883 la Societat Espanyola d'Electricitat el va contractar per fer una prova de transmetre corrent elèctric des de la fàbrica de Parellada, Flaqué i Cia (el Vapor Vell) ubicada a Sants fins a una finca propietat d'Eusebi Güell i Bacigalupi situada a 2,2 quilòmetres de distància per alimentar un motor de 8 CV que possibilitava el reg de la finca. La prova fou satisfactòria, encara que no tingué cap repercussió comercial.

### Altres projectes
El mateix 1883 treballà pels tallers de l'empresa de ferrocarril Compagnie du Chemin de Fer du Nord a Le Bourget i el 1884 entre Vizille i Grenoble, abans de realitzar el primer transport de força d'alta tensió (5.800 V) entre Creil i París, utilitzant una simple línia de telègraf.

### El projecte de Bourganeuf
La ciutat de Bourganeuf va ser la tercera ciutat francesa a rebre electricitat el 1886. Però l'estiatge de 1886 provocà que les aigües del riu Verger, que havia acollit la dinamo de la seva primera cenral hidroelèctrica, fossin insuficients per alimentar adequadament les 60 llums de Bourganeuf. Es va decidir fer servir el salt d'aigua de Jarrauds, de 14 metres d'alçada per proporcionar el cabal suficient per assegurar la producció elèctrica. Però aquesta cascada es trobava a 14 quilòmetres de Bourganeuf.
Per iniciativa de Marcel Deprez i després de tres anys d'estudi i un any de treballs realitzats entre juliol de 1988 i abril de 1989 es construí la central hidroelèctrica de Jarrauds, sent les primeres a França on es transportava electricitat a una distància tant llarga. La instal·lació incloïa una turbina hidràulica de 130 CV i un generador de 100 CV. La il·luminació a Bourganeuf va incloure llavors 106 làmpades: enllumenat del carrer, església, ajuntament i cafès.
Per comunicar les instal·lacions del salt d'aigua i el poble de Bourganeuf s'instal·là el primer telèfon de la regió. L'ús comercial del telèfon a França es remuntava només des del 1879.